# 古氏擬鼠
古氏擬鼠（Pseudomys gouldii）是生活在澳洲中部的一種鼠類，以約翰·古爾德（John Gould）的妻子為名。牠們較黑鼠細小，以小群生活。牠們會在叢林下掘約15厘米深的坑，在內中以乾草築巢。牠們在歐洲殖民以先曾經很普遍，但自1840年代後就急速消失，可能是因貓的掠食所致。另外，牠們也可能與入侵的大家鼠及小家鼠競爭，並受到帶來的傳染病及失去棲息地所影響。最後的標本是於1856年至1857年採集的，現時估計牠們已滅絕。
有指古氏擬鼠其實是費氏擬鼠的東方群族，但卻有待基因測試的結果才能證實。